# Carlos Borges
Pour les articles homonymes, voir Borges.
Carlos Luis Borges (né le 14 janvier 1932 et mort le 5 février 2014) est un footballeur uruguayen. Il est le 4e meilleur buteur de l'Uruguay en coupe du monde avec 4 réalisations. En 35 sélections, il marqua 10 buts.

## Coupe du monde 1954
Lors de la Coupe du monde de football de 1954 avec Juan Alberto Schiaffino et Oscar Míguez il se révéla et joua cinq matchs, le maximum. Il marqua ces trois premiers buts contre l'Écosse un premier à la 17e minute, un second à la 47e minute et enfin le dernier à la 57e minute. Il marqua aussi un but en quart de finale à la 5e minute.